# Сургутнефтегаз
ПАО «Сургутнефтегаз» (СНГ) — одна из крупнейших российских нефтяных и газодобывающих компаний, осуществляет деятельность в трёх нефтегазоносных провинциях в России: Западно-Сибирской, Восточно-Сибирской и Тимано-Печорской.
По данным журнала «Эксперт», занимала 8-е место по объёмам выручки в 2017 году среди российских компаний. В 2021 году стала пятой крупнейшей частной компанией России с выручкой 1075 млрд рублей. По данным Forbes Global 2000, в 2020 году заняла 251-е место среди крупнейших компаний мира по объёму листинга. В 2023 году вошла в рейтинг журнала Forbes «100 крупнейших компаний России по чистой прибыли», где заняла 21 место с соответствующим показателем в 60,7 млрд рублей.
Полное наименование — публичное акционерное общество «Сургутнефтегаз». Компания зарегистрирована в Сургуте (крупнейшее предприятие города), где находится её штаб-квартира.

## История
Компания образована в 1993 году путём выделения из состава «Главтюменнефтегаза» нефтедобывающего производственного объединения «Сургутнефтегаз», Киришского НПЗ и сбытовых предприятий. Вскоре была приватизирована, однако точная структура собственников неизвестна до сих пор.
В 2004 году компания получила лицензию на разработку крупного Талаканского месторождения (добычу ведёт нефтегазодобывающее управление «Талаканнефть»). Ранее лицензией владела компания «ЮКОС».
18 декабря 2012 года «Сургутнефтегаз» победил на конкурсе на право освоения одного из крупнейших в России нефтяного месторождения имени Шпильмана с запасами в 145 млн т по категории С1, 250 млн т по категории С2 и около 32 млн т по категории С3. Компания заплатила за право разработки 46,2 млрд руб.; в ходе конкурентной борьбы с «Роснефтью», «Газпром нефтью» первоначальная цена была превышена более чем в три раза.
В сентябре 2014 года агентство «Рейтер» писало, что, ввиду того, что компания не имеет задолженности перед Западными кредиторами, не имеет иностранных партнёров в части добычи и не использует иностранного бурового оборудования, она де-факто обладает иммунитетом от последствий санкций, введённых Западом против России.

## Слияния и поглощения
В конце марта 2009 года ОАО «Сургутнефтегаз» объявил о приобретении 21,2 % акций венгерской нефтегазовой компании MOL у австрийской компании OMV. Сумма сделки, по сообщению OMV, составила 1,4 млрд евро. Эта сделка вызвала отторжение у венгерских властей и руководства MOL, заподозривших попытку недружественного поглощения; российская компания не была включена в реестр акционеров, а её представители не допускались на собрания акционеров. «Сургутнефтегаз» неоднократно судился с руководством MOL, но неизменно проигрывал.
С 2010 года велись переговоры о продаже спорных акций. Наконец, в мае 2011 года было объявлено о том, что «Сургутнефтегаз» договорился с правительством Венгрии о выкупе последним принадлежащего российской компании пакета акций MOL за $1,88 млрд. Премьер-министр Венгрии Виктор Орбан заявил по этому поводу: «Это была тяжёлая борьба <…> …ни одна страна не может быть сильной, если она полностью уязвима в части поставок энергоресурсов».

## Собственники и руководство
Генеральный директор компании — Владимир Богданов. Председатель совета директоров — Владимир Ерохин.
Структура собственников компании весьма сложна и публично не раскрыта: по некоторым данным, около 70 % акций (на 2017 год) принадлежит некоммерческим партнёрствам, оффшорным компаниям, дочерним компаниям ОАО «Сургутнефтегаз». По другим данным, фактический контроль над компанией принадлежит генеральному директору Владимиру Богданову (через НПФ «Сургутнефтегаз») и другим менеджерам ОАО «Сургутнефтегаз». Однако, бенефициары компании рынку неизвестны, ее представители заявляют, что «акции распределены между акционерами, ни один из которых не является конечной контролирующей стороной и не оказывает существенного влияния».
Часть акций компании находится в свободном обращении на Московской бирже (тикеры MCX: SNGS и MCX: SNGSP). Капитализация на ММВБ на 2017 год составляла 1,1 трлн руб.
Согласно Уставу компании, уставный капитал ПАО «Сургутнефтегаз» состоит из:
- привилегированных акций — 7 701 998 235 штук номинальной стоимостью 1 (один) рубль,
- обыкновенных акций — 35 725 994 705 штук номинальной стоимостью 1 (один) рубль.

При этом в ежеквартальном отчёте за 4-й квартал 2018 года компания раскрывает только одного акционера, владеющего не менее 5 % уставного капитала или не менее 5 % обыкновенных акций — номинального держателя «Национальный расчетный депозитарий», на которого зарегистрированы 11 % обыкновенных и 66 % привилегированных акций. Иных существенных акционеров компания в отчёте не показывает. Несмотря на информацию о том, что часть акций принадлежит дочерним компаниям, официально количество акций эмитента, принадлежащих подконтрольным ему организациям — 650 000 штук, то есть менее 0,01 %.
В октябре 2013 года британская «Financial Times» утверждала, что нет никаких достоверных сведений о главных собственниках компании, а Генеральный директор компании Богданов в 2008 году заявлял, что и сам не знает владельцев большей части акций компании.

## Информация о программах АДР
Информация о программе американских депозитарных расписок на привилегированные именные акции общества:

Дата начала действия программы — 30 декабря 1996 года.
Участники программы: ОАО «Сургутнефтегаз» — эмитент; Бэнк оф Нью-Йорк — депозитарий; собственники и выгодоприобретатели.
Основные условия программы: тип программы — спонсируемая, 1-го уровня.
Количество обыкновенных именных акций Общества, представленных одной американской депозитной акцией −10 штук.
Программа АДР на обыкновенные акции Общества (по данным The Bank of New York Mellon)
Информация о программе американских депозитарных расписок на привилегированные именные акции общества:

Дата начала действия программы — 19 марта 1998 года.
Участники программы: ОАО «Сургутнефтегаз» — эмитент; Бэнк оф Нью-Йорк — депозитарий; собственники и выгодоприобретатели.
Основные условия программы: тип программы — спонсируемая, 1-го уровня.
Количество привилегированных именных акций Общества, представленных одной американской депозитной акцией −10 штук.
Программа АДР на привилегированные акции Общества (по данным The Bank of New York Mellon)

## Деятельность
Добывающие мощности компании в основном сконцентрированы в Ханты-Мансийском автономном округе — Югры. По данным ПАО «Сургутнефтегаз», принадлежащие компании извлекаемые запасы нефти и природного газа составляют около 2,5 млрд тонн нефтяного эквивалента. Базовым месторождением компании является Фёдоровское — в 2008 году СНГ получил с него 9,9 млн т (16 % добычи, в 1983 году объём добычи здесь составил 36 млн т), также среди крупнейших месторождений (в порядке убывания объёма добычи в 2010 году) — Лянторское, Западно-Сургутское, Быстринское, Северо-Лабатьюганское, Конитлорское, Юкъяунское, Вачимское, Талаканское и др.
Компания имеет в своём активе семь нефтегазодобывающих управлений (НГДУ): «Сургутнефть», «Быстринскнефть», «Федоровскнефть», «Комсомольскнефть», «Лянторнефть», «Нижнесортымскнефть», «Талаканнефть» (Якутия).
«Сургутнефтегаз» контролирует нефтеперерабатывающий завод Киришинефтеоргсинтез в городе Кириши Ленинградской области, Сургутский газоперерабатывающий завод. Имеется ряд сбытовых подразделений в Центральном и Северо-Западном федеральных округах России — «КИРИШИАВТОСЕРВИС» в Санкт-Петербурге, «Псковнефтепродукт», «Калининграднефтепродукт», «Тверьнефтепродукт» и «Новгороднефтепродукт». Помимо этого, в составе компании есть научно-исследовательская база: институт «СургутНИПИнефть» и проектный институт «Ленгипронефтехим».

### Медиаактивы
В марте 2009 компания «Сургутнефтегаз» объявила об увеличении своей доли в «Национальной медиагруппе» с 12,3 % до 24 % акций через выкуп допэмиссии (3,2 млрд руб.). В собственности «Национальной медиагруппы» находится 51 % акций «Национальных телекоммуникаций», 100 % акций телеканала РЕН ТВ, 72 % акций ТРК «Петербург-Пятый канал», 51 % акций газеты «Известия». Кроме того, структуры, близкие к «Национальной медиагруппе», владеют 49 % акций издательского дома «Ньюс медиа» (газеты «Твой день», «Жизнь за всю неделю»).

### Показатели деятельности
«Сургутнефтегаз» в 1 полугодии 2006 года добыл 38 млн т нефти и 8,48 млрд м³ газа (36,7 млн т нефти и 8,49 млрд м³ газа годом ранее). Добыча нефти «Сургутнефтегазом» в 2010 году составила 59,5 млн т.
Численность персонала — 101,8 тыс. человек (2012 год) (109 тысяч человек (2010 год))
|                           | 2004 год | 2005 год  | 2006 год  | 2007 год  | 2008 год  | 2009 год  | 2010 год  | 2011 год  | 2012 год  | 2013 год    | 2014 год    | 2015 год    | 2016 год    |  |
| ------------------------- | -------- | --------- | --------- | --------- | --------- | --------- | --------- | --------- | --------- | ----------- | ----------- | ----------- | ----------- |  |
| Выручка, млн руб.         | 288 064  | ▲ 428 741 | ▲ 500 510 | ▲ 595 882 | ▼ 546 696 | ▼ 503 306 | ▲ 591 649 | ▲ 754 431 | ▲ 815 574 | ▲ 837 734   | ▲ 890 574   | ▲ 1 002 605 | ▲ 1 222 181 |  |
| Валовая прибыль, млн руб. | 122 419  | ▲ 164 184 | ▼ 158 194 | ▲ 175 567 | ▼ 149 396 | ▲ 167 304 | ▲ 194 528 | ▲ 273 117 | ▲ 278 629 | ▲ 344 400   | ▲ 1 069 539 | ▼ 919 522   | ▼ −72 197   |  |
| Чистая прибыль, млн руб.  | 65 859   | ▲ 114 479 | ▼ 77 105  | ▲ 88 627  | ▲ 143 917 | ▼ 113 874 | ▲ 129 102 | ▲ 233 157 | ▼ 160 940 | ▲ 279 081.0 | ▲ 884 833   | ▼ 761 573   | ▼ −62 033   |  |

Выручка «Сургутнефтегаза» за 2009 год составила 503,3 млрд руб., чистая прибыль — 113,87 млрд руб. За ряд последних лет компанией накоплен значительный объём свободных денежных средств, составляющих на конец 2010 года $19,9 млрд (на конец 2009 года — $17,3 млрд), размещённых в банках и не вкладываемых в развитие бизнеса. На 31 декабря 2011 года эта величина составила астрономические $25,5 млрд (первое место среди всех нефтегазовых компаний мира, для сравнения, капитализация всей компании «Газпром нефть» составляла около $24 млрд).
В 2016 году выручка «Сургутнефтегаз» превысила 1 триллион рублей. Однако, компания получила убыток в размере 62 млрд руб. в связи с курсовыми убытками по валютным банковским депозитам из-за падения курса доллара.

## Критика
Компания неоднократно подвергалась критике за своё недружелюбное отношение к миноритарным акционерам: хотя «Сургутнефтегаз» котируется на бирже, рост курсовой стоимости акций и дивидендов не входит в число задач менеджмента компании. Указывалось на тот факт, что в то время как среднесуточная добыча компании упала за 2007—2009 годы на 10 %, менеджмент компании держит существенные финансовые ресурсы, сравнимые с размером годовой выручки (523,6 млрд руб. или $17,3 млрд на конец 2009 года) (879,6 млрд руб. на конец 2012 года — 9,2 % от объёма банковских депозитов юридических лиц) на банковских депозитах.
Российский общественный деятель Алексей Навальный, являвшийся миноритарным акционером компании, неоднократно указывал на тот факт, что значительная часть экспорта «Сургутнефтегаза» осуществляется через компанию Gunvor, принадлежащую Геннадию Тимченко, другу Владимира Путина (по мнению Навального, часть прибыли, которую мог бы получать «Сургутнефтегаз», аккумулируется на счетах Gunvor). При этом руководство компании отказывало Навальному в разъяснениях касательно условий отношений с Gunvor и причин многолетнего сотрудничества именно с этим трейдером.

## Санкции
20 мая 2025 года, из-за российского вторжения на Украину, «Сургутнефтегаз» включён в санкционный список стран Евросоюза, как компания задействованная в секторе экономики, «обеспечивающем существенный источник доходов правительству России».